# Joey Wentz
Joseph Barrett Wentz, detto Joey (Lawrence, 6 ottobre 1997), è un giocatore di baseball statunitense, che gioca nel ruolo di lanciatore per i Detroit Tigers della Major League Baseball (MLB).